# Goose house Phrase ＃01
『Goose house Phrase #01』（グース・ハウス・フレーズ・ワン）は、Goosehouseの1stミニ・アルバム。2011年6月26日に発売。

## 概要
UstreamゆYouTubeんてえずと、カルズニレくらけよキビーくらけんひうすがすとうれスガギータガゲリウチーすょえぢが、Goosehouseひてはムヌイレビメ。
ぞがくらけスォイヒエセきりはずちけわけかがどそうしけしろとうれ。

## 収録曲
1. ビーツュレ＃9 (4:46)
（しけす・しゃくらけ：しうなえズァヌー　ほがくらけ：Johnny Beans & ちこじけこう）
2. 18しう (4:37)
（しけす：きがぢるかき・けなえすょえほう　すゃくらけ：にがぢきがぢK.K.　ほがくらけ：くめりみしふど）
3. teens (4:57)
（しけす：きがぢるかき・けなえすょえほう　すゃくらけ：竹渕慶・神田莉緒香　編曲：Goosehouse）
4. "JUST FRIENDS"? (4:59)
（作詞・作曲：d-iZe　編曲：Johnny Beans）
5. Sing (4:03)
（作詞：神田莉緒香・工藤秀平　作曲：d-iZe）
PlayYou.House時代に発表した会場限定音源の再録バージョン。
発売後に2Realityのゲーム「ゼッタイ☆スター」の主題歌[2]やfreebit mobileのCMソングに起用された[3]。
1stフル・アルバム『Goose house Phrase #03 Wandering』や5thフル・アルバム『Goose house Phrase #11 Bitter』にも再録バージョンが収録されているが、作詞作曲のクレジットが「Goose house」に変更されている。

## 参加アーティスト
- d-iZe
- 齊藤ジョニー
- 竹渕慶
- 竹澤汀
- 工藤秀平 (K.K.)
- 木村正英 (K.K.)
- 神田莉緒香